# Доропеевичи
Доропе́евичи (бел. Дарапе́евічы) — деревня в Малоритском районе Брестской области Беларуси. В составе Чернянского сельсовета. Население — 417 человек (2019).

## География
Доропеевичи находятся в 24 км к северо-востоку от города Малорита. В 10 км к югу проходит граница с Украиной. В ряде источников Доропеевичи именуются Большими Доропеевичами, поскольку в 1,5 км к востоку расположена деревня Малые Доропеевичи. Деревня стоит на левом берегу канала Бона со стоком в Мухавец. Через Доропеевичи проходит местная автодорога Черняны — Новосёлки.

## Культура
- Дом фольклора
- Музей ГУО "Доропеевичская средняя школа"

## Достопримечательности
- Православная церковь Рождества Богородицы (1671) —  Историко-культурная ценность Республики Беларусь, шифр 112Г000501. Построена из дерева во второй половине XVII века, в 1902 году пристроена алтарная часть. Памятник архитектуры народного зодчества[2]. Церковь включена в Государственный список историко-культурных ценностей Республики Беларусь[3].
- Каменный крест. Археологический памятник.
- Памятник жертвам фашизма.

## Галерея

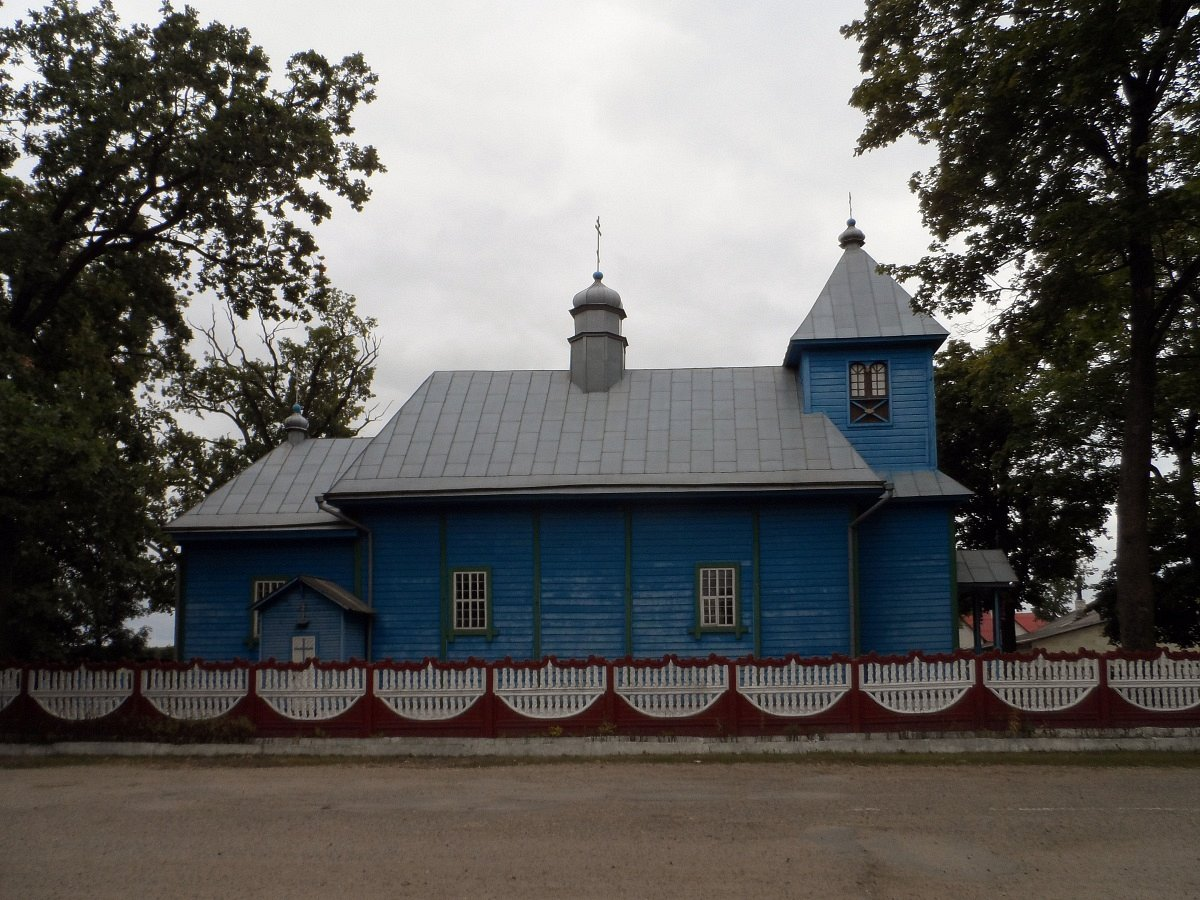
Церковь Рождества Богородицы
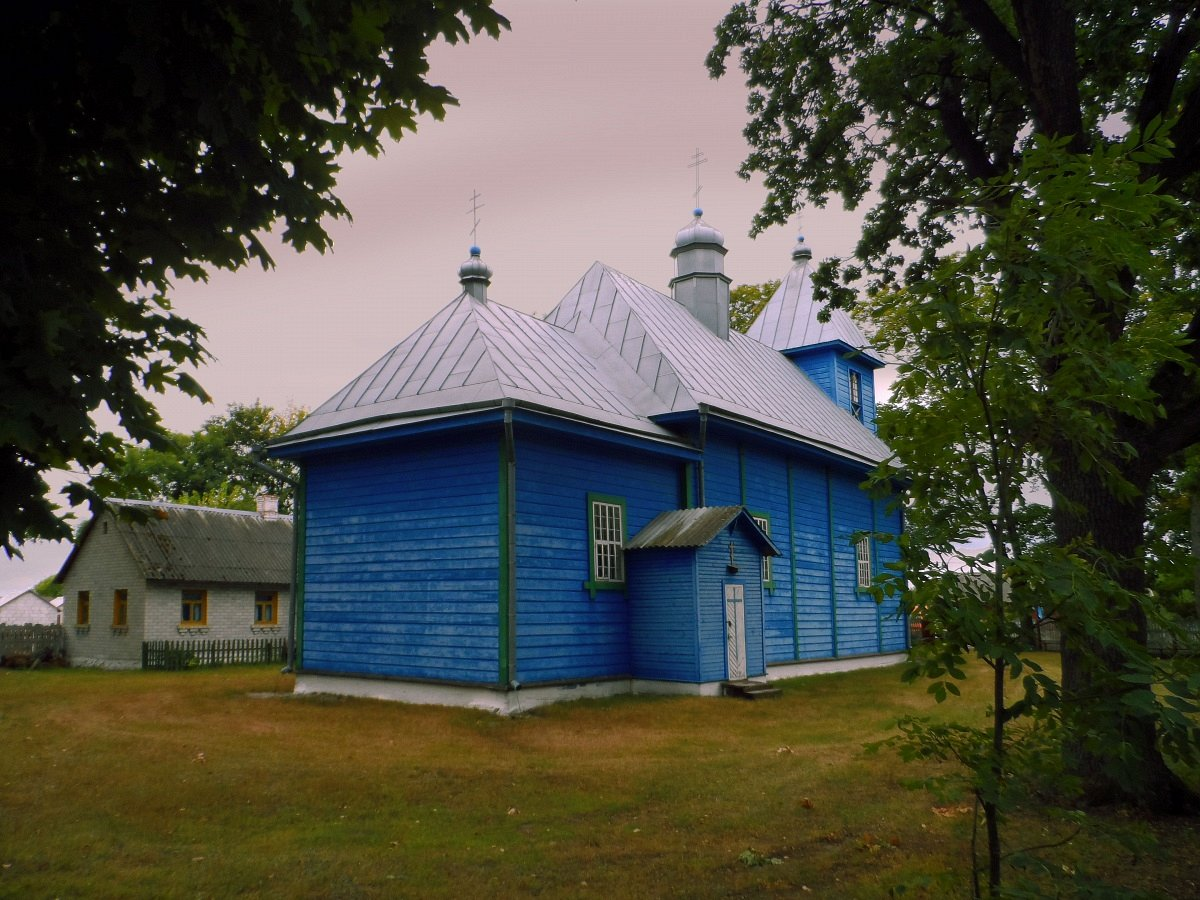
Церковь Рождества Богородицы
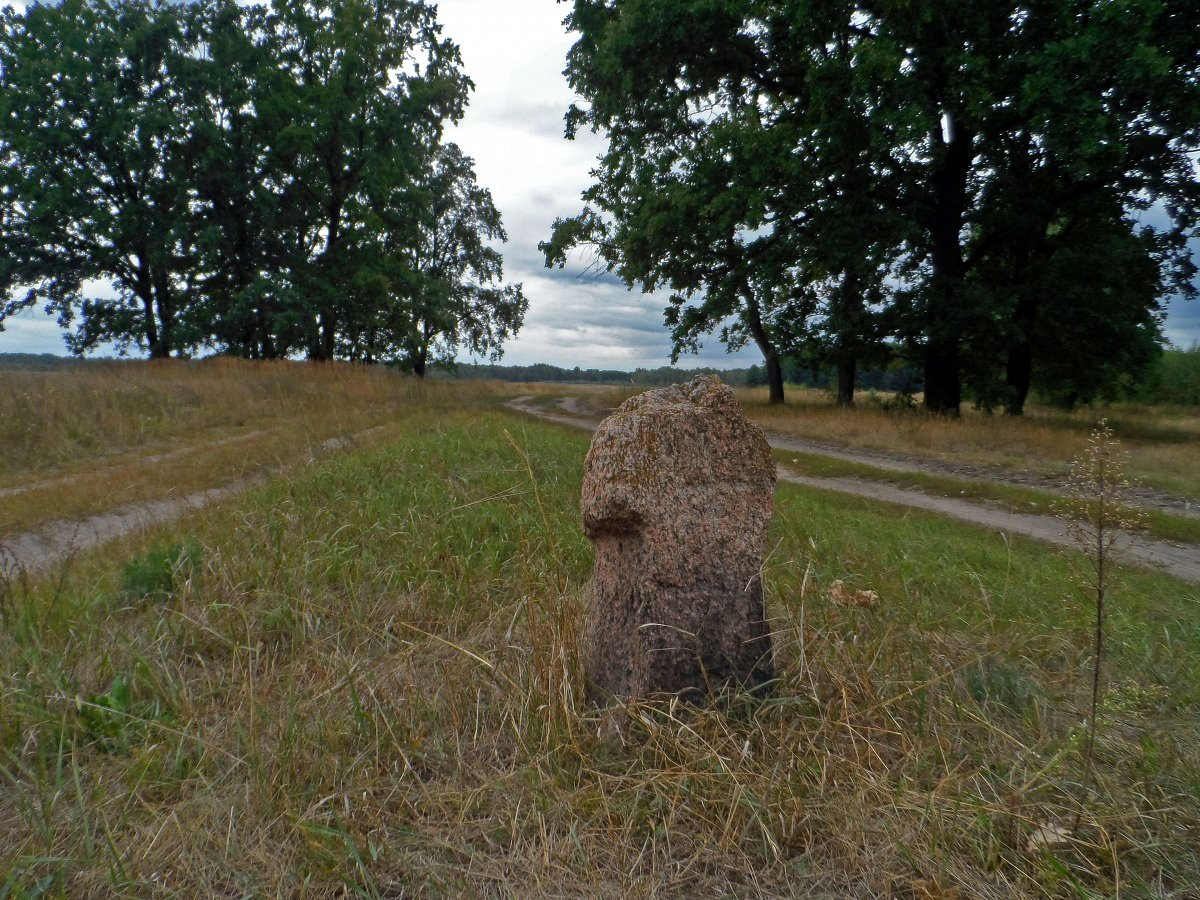
Каменный крест